# إذخر رمادي أزرق
إذخر رمادي أزرق (الاسم العلمي: Cymbopogon caesius) هو نوع من النباتات يتبع جنس الإذخر من الفصيلة النجيلية.